# Francis Desharnais
Pour les articles homonymes, voir Desharnais.
Francis Desharnais, né en juin 1977, est un auteur de bandes dessinées et réalisateur québécois. Il est notamment l'auteur de la série Burquette.

## Biographie
Francis Desharnais vit à Québec. Après avoir étudié en graphisme au cégep de Sainte-Foy, il s'intéresse au cinéma d'animation et réalise le film Rumeurs, produit par l'Office national du film du Canada (ONF), en 2003.

### Bandes dessinées
Sa première bande dessinée, Burquette, publié aux éditions Les 400 coups en 2008, est un succès et lui vaut plusieurs prix. Un deuxième tome paraît en 2010. En 2011, il crée une vingtaine de petites capsules animées, inspirées du premier tome, en collaboration avec l'ONF,.
La même année, il s'associe avec Pierre Bouchard pour réaliser l'album Motel Galactic, publié aux éditions Pow Pow. Un second tome sort en 2012.

### Illustration
Francis Desharnais collabore avec différents médias, organismes et entreprises (magazine Nunuche, Festival d'été de Québec, Cossette Communication Marketing, Les Sommets du cinéma d'animation, etc.).

## Filmographie

### Comme réalisateur
- 1998 : C'est en revenant du Congo (coréalisé avec Frédéric Lebrasseur)
- 1999 : Zdogle (coréalisé avec Annie Frenette, Frédéric Lebrasseur et Philippe Venne)
- 2000 : Catastrophes (coréalisé avec Frédéric Lebrasseur)
- 2003 : Kwebequ'city 2003 (coréalisé avec Frédéric Lebrasseur)
- 2003 : Rumeurs
- 2005 : Chiffres
- 2005 : Le petit Paganini
- 2011 : Burquette (websérie de 20 épisodes)
- 2020 : Les dernières volontés de Pinocchio (coréalisé avec Geneviève Thibault)
- 2024 : Le grand party annuel des créatures de la lune

### Autres collaborations
- 2006 : Conte de quartier (Florence Miailhe)
- 2013 : Les ailes de Johnny May (Marc Fafard)
- 2021 : La petite histoire du clown (Mario Villeneuve)

## Récompenses
- 1998 :  Prix de la relève en 1998 au concours Vidéaste recherché-e pour C'est en revenant du Congo[réf. souhaitée].
- 2009 :
  - Prix Bédéis causa, catégories Prix Réal Fillion, pour Burquette tome 1.
  - Prix Bédéis causa, Grand prix de la Ville de Québec, pour Burquette tome 1.
- 2012 : Digi Award « Best in canadian culture » remis pour le site sur Burquette créé avec l'Office national du film du Canada[5].
- 2019 : 
  - Prix des libraires[6],[7], année littéraire 2018, catégorie BD québécoise, pour La petite Russie.
  - Prix Bédéis causa, Grand prix de la Ville de Québec, pour La petite Russie[8].
  - Prix BD du Salon du livre de Trois-Rivières, pour La petite Russie[9],[10].
- 2020 : Une ville, un livre, pour La petite Russie[11].